# Карл фон Клаузевиц
Карл Филип Готлиб фон Клаузевиц (на немски: Carl Philipp Gottlieb von Clausewitz) е германски генерал-майор, авторът на най-изучавания и цитирания трактат по военно изкуство в историята – „За войната“ (Vom Kriege). Като излага теорията си за взаимодействието между политиката, военните и населението, а също идеята си за ролята на случайността, той оказва влияние върху мисленето на военните от средата на XIX век. Той играе пряка роля в реформата в пруската армия, довела до победата над Наполеон I, създава военната организация на генералния щаб, използвана от пруската армия, а по-късно от германската армия, както и система за обучение и развитие на офицерите.

## Биография
Карл фон Клаузевиц прекарва целия си зрял живот като военен. Роден на 1 юни 1780 г. близо до град Магдебург, Прусия, в семейството на пенсиониран офицер, той постъпва в армията на 12-годишна възраст и още първата година участва в битка срещу французите. През 1801 г. е приет в новосъздадената военна академия в Берлин, където изучава Фридрих Велики и Макиавели, и военната история на Прусия и други велики държави.
След завършването на академията Клаузевиц се завръща в армията и през 1806 г. е пленен от французите в битката при Пренцлау. Едногодишният плен му дава време за размисъл върху военната теория. След завръщането си в Прусия той става частен преподавател на престолонаследника и ръководител на отдел в Министерството на отбраната. За обучението на принца написва монография, публикувана по-късно като „Принципи на войната“, в която разглежда отношението между нападението и отбраната и колко е важно да се знае кога да се премине от едното към другото. Той предсказва, че Наполеон ще се провали, ако нападне Русия, заради напредъка в руската армия, огромните разстояния и суровата зима.
През 1812 г. като много други офицери, които вярват, че това не е добро за страната им, Клаузевиц отказва да участва в наложения съюз на Прусия с някогашния ѝ враг Франция. Той предпочита да дезертира, пред това да помага на Наполеон в неговата Руска кампания. Клаузевиц постъпва в руската армия и в продължение на две години заема различни постове, включително началник-щаб на пехотен корпус и посредник, убедил пруската армия да застане на другата страна – да се присъедини към руснаците срещу Наполеон.
Назначен отново в пруската армия след сключването на съюз с Русия, до края на войната Клаузевиц се бие срещу Наполеон и през 1818 г. е повишен в генерал-майор и назначен за ръководител на военния колеж в Берлин. Повече от едно десетилетие той посвещава усилията си на реорганизацията на пруската армия и на оформянето на военната си философия в бъдещата книга „За войната“. През 1830 г. постъпва в пруския наблюдателен корпус по време на Полското въстание. Там заболява от холера и умира на 16 ноември 1831 г. на 51-годишна възраст след завръщането си в Бреслау. Клаузевиц умира, без да е завършил дългия си ръкопис по военна теория.

## Творчество
През 1832 г. вдовицата на Клаузевиц Мари започва да събира ръкописите на съпруга си и в течение на пет години публикува трудовете му в десет тома. Най-добри се оказват първите три, които съставляват трактата „За войната“.
В творчеството си Клаузевиц разглежда войната и политиката като единно цяло и твърди, че за да постигне целите си, войната трябва да остане под контрола на политическите лидери. Той формулира просто връзката на двете: „Войната е продължение на политиката с други средства.“
Клаузевиц се опитва също така да превърне военните операции в наука. Той набляга на „триенето“ – така нарича умората, дребните грешки и шанса, които довеждат добрите планове до провал вместо до успех. Добавя също, че за да бъде постигната една цел, теорията винаги трябва да се опира на фактите, а привидно лесните цели могат да се окажат трудни, ако не и непостижими.
Навсякъде в творчеството си Клаузевиц твърди, че главната задача на една армия е да влезе в бой и да унищожи основните сили на противника в решаващо сражение. Общата стратегия трябва да се съсредоточи върху унищожението на противниковата армия.
Клаузевиц признава, че за да могат генералите да печелят решаващи битки и в замяна да постигнат политическите цели, командирите и войниците трябва да вярват в своята кауза и духът им да бъде висок. Според „За войната“: „Силно чувство трябва да насърчава големите способности на пълководеца, било то амбиция като у Юлий Цезар, омраза към врага като у Анибал или гордост от грандиозната победа като у Фридрих Велики. Отворете сърцето си за такова чувство, бъдете решени да постигнете триумф и съдбата ще ви награди с короната на сияйна слава, достойна за принц, и ще вкопае образа ви в сърцата на бъдните поколения. „
В пространните си съчинения Клаузевиц отбелязва желанието си да напише книга за войната, „която да не бъде забравена за две-три години“. Той несъмнено постига много повече от това. Макар че през XIX век по света се четат много повече произведения на Антоан Анри Жомини, пруската армия смята Клаузевиц за автор на библията на военната теория. С течение на времето привържениците на Клаузевиц се увеличават, а на Жомини намаляват. През XX век офицерите и в малките, и в големите армии четат Клаузевиц. В предговор към петнадесетото издание на „За войната“, излязло през 1937 г., германският военен министър генерал фон Вернер фон Бломберг пише: „Въпреки всички промени във военната организация и техника книгата на Клаузевиц „За войната“ остава за всички времена основата на всяко смислено развитие на военното изкуство.“